# Malisa Longo
Maria Luisa Longo, detta Malisa (Venezia, 13 luglio 1950), è un'attrice, sceneggiatrice e soubrette italiana che è stata attiva in cinema e televisione da fine anni sessanta a fine anni novanta.
Ha collaborato con Tinto Brass (con cui ha girato alcuni film), cimentandosi anche nell'attività di sceneggiatura e regia cinematografica, oltre che in quelle di pittura, scrittura e giornalismo.

## Biografia
Ha partecipato a Miss Italia 1970 arrivando seconda per la fascia di Miss Cinema. Durante la sua carriera è stata talvolta accreditata con pseudonimi diversi: Malisa Lang, Melissa Lang, Malisa Long, Melissa Long, Maria Luisa Long, Marisa Longo, Mary Louisa Longo. Come interprete protagonista, ma anche caratterista, è stata impiegata in diversi b-movie di genere avventuroso, poliziottesco, peplum, fantascientifico, spaghetti western e della commedia sexy all'italiana. Ha lavorato anche per il cinema spagnolo e per quello francese.
Ha avuto anche esperienza come soubrette teatrale partecipando alla realizzazione della rivista Bentornata Signora Rivista. Come autrice ha partecipato a progetti cinematografici e televisivi (Emozioni, sceneggiatura cinematografica; e Il favoloso mondo del music-hall, programma televisivo). È stata infine autrice del film documentario Sesso Verità & Videotape, reportage girato dietro le quinte di film a luci rosse. Come scrittrice di letteratura erotica, ha pubblicato il romanzo Così come sono. Vincitrice della seconda edizione del premio letterario Dolcetta d'oro con il racconto inedito Il figlio, ha anche pubblicato il libro di poesie Il cantico del corpo (Lietocolle Editore), il libro/interviste Aggiungi un seggio a tavola (Graus Editore), la raccolta poetica Appunti dell'anima (Lietocolle Editore), e il romanzo Vita di Elisa (Mondadori ebook).

## Vita privata
È sposata con il produttoreRiccardo Billi.

## Filmografia

### Cinema
- Nude... si muore, regia di Antonio Margheriti (1968)
- Zorro marchese di Navarra, regia di Franco Montemurro (1969)
- Le francesi si confessano (À propos de la femme), regia di Claude Pierson (1969)
- Una sull'altra, regia di Lucio Fulci (1969)
- Una ragazza piuttosto complicata, regia di Damiano Damiani (1969)
- Il trapianto, regia di Steno (1970)
- Edipeon, regia di Lorenzo Artale (1970)
- Tre per uccidere (La banda de los tres crisantemos), regia di Ignacio F. Iquino (1970)
- La ragazza di nome Giulio, regia di Tonino Valerii (1970)
- Ancora dollari per i MacGregor, regia di José Luis Merino (1970)
- Due ragazzi da marciapiede (No desearás al vecino del quinto), regia di Ramón Fernández (1970)
- Crystalbrain - L'uomo dal cervello di cristallo (Trasplante de un cerebro), regia di Juan Logar (1970)
- Zorro, il cavaliere della vendetta (El Zorro, caballero de la justicia), regia di José Luis Merino (1971)
- Io Cristiana studentessa degli scandali, regia di Sergio Bergonzelli (1971)
- Roma bene, regia di Carlo Lizzani (1971)
- Blindman, regia di Ferdinando Baldi (1971)
- Decameron proibitissimo (Boccaccio mio statte zitto), regia di Marino Girolami (1972)
- Il Decamerone proibito, regia di Carlo Infascelli e Antonio Racioppi (1972)
- La bella Antonia, prima monica e poi dimonia, regia di Mariano Laurenti (1972)
- Afyon - Oppio, regia di Ferdinando Baldi (1972)
- Le mille e una notte all'italiana, regia di Carlo Infascelli e Antonio Racioppi (1973)
- I bandoleros della dodicesima ora, regia di Alfonso Balcázar (1972)
- L'urlo di Chen terrorizza anche l'occidente (Meng long guo jiang), regia di Bruce Lee (1972)
- Beffe, licenzie et amori del Decamerone segreto, regia di Giuseppe Vari (1972)
- Un tipo con una faccia strana ti cerca per ucciderti (Ricco), regia di Tulio Demicheli (1973)
- Club del piacere (Prenez la queue comme tout le monde), regia di Jean-François Davy (1973)
- C'era una volta questo pazzo, pazzo, pazzo West, regia di Vincenzo Matassi (1973)
- Le guerriere dal seno nudo, regia di Terence Young (1974)
- Adolescenza perversa (Adolescence pervertie), regia di José Bénazéraf (1974)
- Come divenni primo ministro (Q), regia di Jean-François Davy (1974)
- Il domestico, regia di Luigi Filippo D'Amico (1974)
- Amori, letti e tradimenti, regia di Alfonso Brescia (1975)
- Zanna Bianca e il cacciatore solitario, regia di Alfonso Brescia (1975)
- Afrika erotika (The Erotic Adventures of Robinson Crusoe), regia di Ken Dixon e Fabio Piccioni (1975)
- Superuomini, superdonne, superbotte, regia di Alfonso Brescia (1975)
- Giochi erotici di una famiglia per bene, regia di Francesco degli Espinosa (1975)
- Salon Kitty, regia di Tinto Brass (1976)
- Taxi Love, servizio per signora, regia di Sergio Bergonzelli (1976)
- L'adolescente, regia di Alfonso Brescia (1976)
- C'è una spia nel mio letto, regia di Claudio Giorgi (1976)
- Emmanuelle bianca e nera, regia di Mario Pinzauti (1976)
- Mark colpisce ancora, regia di Stelvio Massi (1976)
- Cosmo 2000 - Battaglie negli spazi stellari, regia di Alfonso Brescia (1977)
- La calda bestia di Spilberg (Helga, la louve de Stilberg), regia di Alain Payet (1977)
- El macho, regia di Marcello Andrei (1977)
- Fraulein Kitty (Elsa Fräulein SS), regia di Patrice Rhomm (1977)
- California, regia di Michele Lupo (1977)
- Anno zero - Guerra nello spazio, regia di Alfonso Brescia (1977)
- La guerra dei robot, regia di Alfonso Brescia (1978)
- Cosmo 2000 - Battaglie negli spazi stellari, regia di Alfonso Brescia (1978)
- Il mammasantissima, regia di Alfonso Brescia (1979)
- Sette uomini d'oro nello spazio, regia di Alfonso Brescia (1979)
- Mafia, una legge che non perdona, regia di Roberto Girometti (1980)
- La mondana nuda, regia di Sergio Bergonzelli (1980)
- La città delle donne, regia di Federico Fellini (1980)
- La dottoressa ci sta col colonnello, regia di Michele Massimo Tarantini (1980)
- Gunan il guerriero, regia di Franco Prosperi (1982)
- Thor il conquistatore, regia di Tonino Ricci (1983)
- Carabinieri si nasce, regia di Mariano Laurenti (1985)
- Miranda, regia di Tinto Brass (1985)
- Senza vergogna, regia di Gianni Siragusa (1986)
- Urban Warriors, regia di Giuseppe Vari (1987)
- I frati rossi, regia di Gianni Martucci (1988)
- Snack Bar Budapest, regia di Tinto Brass (1988)
- La signora dell'Orient Express, regia di Franco Lo Cascio (1989)
- Pierino torna a scuola, regia di Mariano Laurenti (1990)
- Un gatto nel cervello, regia di Lucio Fulci (1990)
- Classe di ferro - serie TV, episodio Quelli della tigre (1991)
- L'uovo del cuculo, regia di Ernesto Gastaldi (1992)
- Joe D'Amato Totally Uncut, regia di Roger A. Fratter (1999)
- Paura: Lucio Fulci Remembered - Volume 1, regia di Mike Baronas (2008)
- Dragonland - L'urlo di Chen terrorizza ancora l'occidente, regia di Lorenzo De Luca (2008)
- Bruce Lee: In Pursuit of the Dragon, regia di John Little (2009)

### Televisione
- Inquietudine, regia di Gianni Siragusa – film TV (1997)

### Documentari
- L'urlo di Chen terrorizza ancora l'occidente - Dragonland  di Lorenzo De Luca (2009)
- Bruce Lee: In Pursuit of the Dragon di John Little (2009)

## Doppiatrici
- Flaminia Jandolo in Le guerriere dal seno nudo, La bella Antonia, prima monica e poi dimonia
- Melina Martello in Zorro marchese di Navarra
- Benita Martini in Crystalbrain - L'uomo dal cervello di cristallo
- Serena Verdirosi in Zorro il cavaliere della vendetta
- Vittoria Febbi in Afyon-Oppio